# Petits Frères de l'Évangile
Les Petits Frères de l'Évangile forment une congrégation religieuse réunissant des prêtres et des laïcs, s'inspirant de la spiritualité de Charles de Foucauld (1858-1916). Ils ont été fondés en 1956 par René Voillaume et érigés en congrégation diocésaine le 13 juin 1968 par Charles de Provenchères, archevêque d'Aix ; leurs constitutions ont été approuvées en 1986 par le cardinal Danneels. Leur première fraternité (1956) se trouvait au Sambuc en Camargue.
En 2015, Rome a accepté qu'ils forment une fédération avec les Petits Frères de Jésus.
Depuis 2021, Andreas Knapp est le nouveau prieur général de la Fraternité.

## Histoire
1956: le 18 juillet 3 frères s'installent au Sambuc

1956: Première Fondation à Can Tho, (Sud-Vietnam)

1957: Nouvelle Fondation à Bindua (Italie)

1959: Nouvelle Fondation à Jaffna (Sri Lanka)

1960: Nouvelle Fondation à Portin Almos (Argentine)

1967: Premier chapitre Général à Spello:
René Voillaume, élu prieur général.

1968: Reconnaissance des Petits Frères de l’Évangile par Charles de Provenchères, archevêque d'Aix-en-Provence

1973: Chapitre de La Rouatière: Création d’une Fraternité centrale à Cépie, René Voillaume réélu prieur

1976: Chapitre de Tre Fontane: François Vidil élu prieur

1979: Chapitre de Caravate: Francis Hulsen élu prieur; la Fraternité Centrale se déplace à Bruxelles

1985: Chapitre de Herne: De nouvelles constitutions sont adoptées; Giuliano Pallicca élu prieur

1986: Approbation des nouvelles constitutions par le Cardinal Godfried Danneels, Archevêque de Malines-Bruxelles

1991: Chapitre de Spello: Giorgio Gonella élu prieur

1997: Chapitre de Spello: Giuseppe Morotti élu prieur

2003: Chapitre de Tarres
Georges Gouraud élu prieur
2009: Chapitre de Gubio:
Giuliano Pallicca élu une deuxième fois prieur

2015: Chapitre de Gubio:
Fédération avec les Petits Frères de Jésus ; Yves Amiotte-Petit élu prieur

2021: Chapitre de Gubio: Andreas Knapp élu Prieur général.

## Vocation
Les Petits Frères de l'Évangile sont religieux. Dès l'origine, ils sont de plusieurs nationalités ayant essaimé dans plusieurs pays. L'exhortation apostolique de Paul VI Evangelii nuntiandi (décembre 1975) les marque profondément.
Ils se veulent proches des gens simples, pauvres ou exclus, partageant leurs conditions de vie. Ils vivent en petites communautés de trois ou quatre, dans la prière, la vie fraternelle, l'annonce de l'Évangile et le travail manuel (aide-soignant, conducteur d'autobus, agent de nettoyage, travail de plonge, restauration, menuiserie, etc.). Ils ne portent pas d'habit religieux. Ils poursuivent des études de théologie avant de prononcer leurs vœux perpétuels.
Leur vie est basée sur trois piliers : la prière, la communauté de vie avec des frères et le partage de la vie des gens. À travers ces trois piliers qui informent leur vie, ils veulent annoncer la Bonne Nouvelle de Jésus.
Ils sont en 2008 au nombre de 71, et en 2019 de 65, répartis dans plusieurs pays; en Europe (France, Espagne, Italie, Leipzig en Allemagne, Bruxelles en Belgique); en Amérique Centrale (Mexique) et en Amérique du Sud (Venezuela et Bolivie); en Afrique (Kenya et Tanzanie et une présence d'accueil à Béni Abbès dans le Sahara algérien); en Asie (Inde et Japon). Leur Fraternité centrale est depuis 1981 en Belgique (70 avenue Clemenceau, 1070 Bruxelles). En 2015, Rome a accepté qu'ils forment une fédération avec les Petits Frères de Jésus,.

## Personnalités marquantes
- Yves Lescanne: Petit Frère de l'Évangile français, est né le 20 mars 1940 en Gironde. Il s'occupait des enfants abandonnés à Maroua à travers une petite organisation : « la Belle étoile »[6]. Dans la nuit du 29 au 30 juillet 2002, il est tué à Maroua, au Cameroun.

- Philippe Stevens: Petit Frère de l'Évangile belge, né le 30 mars 1937 à Quaregnon, est évêque de Maroua-Mokolo (Cameroun) de 1994 à 2014. Il est décédé le 7 décembre 2021 à la fraternité de Nyons où il s'était retiré.